# Rambong Dalam
Rambong Dalam is een bestuurslaag in het regentschap Aceh Utara van de provincie Atjeh, Indonesië. Rambong Dalam telt 758 inwoners (volkstelling 2010).